# David Puttnam
David Puttnam (Londres, Gran Bretaña, 52 de febrero de 1941) es un productor de cine y político del Partido Laborista inglés. Ha producido películas como Carros de fuego (1981) de Hugh Hudson, ganadora de un Oscar, o La misión (1986) de Roland Joffé, ganadora de la Palma de Oro del Festival de Cannes. En 1999 recibió el Premio Luka Brajnovic.

## Biografía
Es hijo de Marie Beatrix, un ama de casa de origen judío, y de Leonard Arthur Puttnam, un fotógrafo profesional. Fue educado en la Minchenden Grammar School de Londres. Pronto empezó su actividad en el mundo de la imagen como fotógrafo de David Bailey. Se introdujo en el mundo de la producción cinematográfica a finales de los sesenta, trabajando con la productora de Sanford Lieberson, Goodtimes Enterprises. En 1976 fundó su propia compañía de producción, Enigma Productions, a través de la cual creó una serie de célebres películas como Los duelistas / The Duellists, el primer filme del hasta entonces director de cortos publicitarios Ridley Scott.
Estuvo al frente de uno de los grandes estudios de Hollywood, Columbia Pictures, desde 1986 a 1988, y luego pasó a trabajar en Sony.
También ha desempeñado diversos puestos de responsabilidad política relacionados con el campo de la comunicación. Fue nombrado Lord por el gobierno del Reino Unido en 1997.
En 1999, le fue otorgado el Premio Luka Brajnovic de la Universidad de Navarra.
Durante diez años, fue director de la Escuela Nacional de Cine y Televisión, dando clase a personajes como Nick Park. Fundó Skillset, cuyo fin es introducir a los jóvenes en el mundo de la industria del cine y la televisión. En 2002 fue elegido presidente de Unicef en Reino Unido.
Fue Rector de la Universidad de Sunderland desde 1997 hasta 2007. En 1998 fundó la National Teaching Awards y fue su primer Director. También ha sido Director de NESTA (The National Endowment for Science, Technology and the Arts) de 1998 a 2003.

## Filmografía como productor
- Melody (1971), de Waris Hussein.
- James Dean, The First American Teenager (1975), de Ray Connolly.
- Hermano, ¿me das cien centavos? (1975) (t.o.: Brother, Can You Spare a Dime?) de Philippe Mora.
- Los duelistas (1977) (t.o.: The Duellists) de Ridley Scott.
- El expreso de medianoche (1978) (t.o.: Midnight Express) de Alan Parker.
- Zorras (1980) (t.o.: Foxes) de Adrian Lyne.
- Carros de fuego (1981) (t.o.: Chariots of Fire) de Hugh Hudson, ganadora de un Oscar.
- El tímido Alan (1982) (t.o.: P’tang Yang Kipperbang) de Michael Apted.
- Un tipo genial (1983) (t.o.: Local Hero) de Bill Forsyth.
- Cal (1984), de Pat O’Connor.
- Los gritos del silencio (1984) (t.o.: The Killing Fields) de Roland Joffé.
- La misión (1986) (t.o.: The Mission) de Roland Joffé, ganadora de la Palma de Oro del Festival de Cannes.
- Un hombre peligroso: Lawrence después de Arabia (1990) (t.o.: A Dangerous Man: Lawrence After Arabia) de Christopher Menaul.
- Memphis Belle (1990), de Michael Caton-Jones.
- Cita con Venus (1991), (t.o.: Meeting Venus), de István Szabó.
- Secreto de confesión (1995) (t.o.: Le Confessionnal) de Robert Lapage.
- Los secretos de la inocencia (1999) (t.o.: My Life So Far) de Hugh Hudson.

## Premios y nominaciones
Premios Óscar
| Año  | Categoría                 | Película                 | Resultado |
| ---- | ------------------------- | ------------------------ | --------- |
| 1979 | Óscar a la mejor película | El expreso de medianoche | Nominado  |
| 1982 | Óscar a la mejor película | Chariots of fire         | Ganador   |
| 1985 | Óscar a la mejor película | The Killing Fields       | Nominado  |
| 1987 | Óscar a la mejor película | La misión                | Nominado  |